# 非洲紫檀
非洲紫檀（Pterocarpus soyauxii）是紫檀屬的一種喬木，分佈于非洲中西部。其高度在27–34米之間，樹幹直徑可達一米，樹皮呈灰紅色。其葉子富含維生素C，可食用，一些地區的人會將其用作草藥，治療皮膚寄生蟲和真菌感染。其木材密度為0.79 g/cm³，是一種貴重的材料，可用來製作家具。而又因其耐用而共振效果好，所以多用在樂器製作中。部分人群對其木屑過敏，可能會引發皮膚炎。